# بيتر هول غافن
بيتر هول غافن (بالإنجليزية: Peter Gavin Hall)‏ (و. 1951 – 2016 م) هو رياضياتي، وبروفيسور (أستاذ جامعي)، وإحصائي، وباحث من أستراليا . ولد في سيدني .
وهو عضو في الجمعية الملكية، وInstitute of Mathematical Statistics.
توفي في ملبورن .بسبب ابيضاض الدم.

## التعليم
تعلم في جامعة أوكسفورد، وتحصل منها على دكتوراه في الفلسفة، والجامعة الوطنية الاسترالية، وجامعة سيدني

## مناصب وهيئات
أدار جامعة كاليفورنيا، دافيس، وجامعة ملبورن، والجامعة الوطنية الاسترالية.

## جوائز وترشيحات
حصل على جوائز منها:
- Guy Medal (سنة 2011)
- George Szekeres Medal (سنة 2010)
- Rollo Davidson Prize (سنة 1986)
- Australian Mathematical Society Medal
- Hannan Medal
- honorary fellow
- زميل في الجمعية الملكية
- COPSS Presidents' Award
- honorary fellow
- honorary fellow.